# O Balanço
O Baloiço (em francês:  L'Escarpolette; 1766), também conhecido por Os Acidentes Felizes do Baloiço (em francês:  Les Hasards Heureux de l'Escarpolette; título original), é uma pintura do século XVIII a óleo sobre tela do pintor francês Jean-Honoré Fragonard. Encontra-se exposta no museu Coleção Wallace, em Londres. É considerada uma das obras-primas do rococó, e trata-se da pintura mais conhecida de Fragonard.

## Pintura
A origem do quadro é mencionada no diário do dramaturgo francês Charles Collé, onde consta o caso do pintor Gabriel François Doyen, que teria sido abordado por um barão para pintar a "Madame", a sua amante, num baloiço empurrado por um bispo, no qual o barão deveria ser retratado de tal modo que pudesse ver as pernas da moça. Doyen, contudo recusou a proposta e encaminhou-a para Fragonard (considerado na época como o "querubim da pintura erótica". Fragonard, entretanto, recusou o elemento clerical com medo de que isso pudesse arruinar a sua carreira, e então convenceu o cortesão a trocar o bispo por um marido traído.
Esse tipo de pintura erótica foi pensado para ser exposto a um público restrito. Porém, tais peças saíram de moda depois da Revolução Francesa em 1789. O seu primeiro proprietário conhecido, o administrador de Pressigny, foi guilhotinado em 1749. Posteriormente, em 1859, o Louvre recusou a pintura e esta foi comprada por um colecionador inglês.
Fragonard notabilizou-se pelo enveredar na pintura de retratos familiares em interiores e pelo seu erotismo. A sua obra mais conhecida, O Balanço, foi desenvolvida em 1767. Nela, Fragonard antecipa técnicas e conceitos fundamentais aos impressionistas: um século à frente das inovações trazidas por Monet, Manet e Renoir, pode-se observar a tentativa de capturar o momento fugidio ("eternizar o efêmero", como diz Claude Monet) da moça que se diverte, a suprema alegria e jovialidade, aliada à ternura e à sensação de acolhimento, que brotam com toda a força do quadro; as pinceladas vivas e libertas do rigor académico; os jogos de luz e de cores apenas possíveis ao ar livre, em contacto com a natureza.
A pintura retrata uma jovem num baloiço na área central do quadro, cercada por roseiras e árvores imensas. Ao fundo um homem está a baloiça-la, e mais à frente um outro homem, o "voyeur", camuflado entre os arbustos que a observa. No retrato, é enfatizado no momento em que o balanço atinge o seu ponto mais alto, permitindo ao espectador vislumbrar o que está por baixo de suas anáguas. São perceptíveis os olhos, tanto da jovem como do voyeur, ela olha para ele e ele olha para o que está oculto sob as anáguas. O jovem pretendente esté aos pés de um monumento de pedra — incidentalmente coroado por Amor, o deus do amor — como se acidentalmente tivesse tropeçado e caído nos arbustos, onde, como por acaso, consegue vislumbrar as saias interiores da bela mulher no baloiço.
A cena mostra mais do que um jogo de namorico entre o voyeurismo e o exibicionismo; os dois cupidos posicionados acima de um golfinho, um dos quais dirige o olhar à jovem. Este quadro se transformou na imagem universal de uma sexualidade feliz e descuidada. O tema é o do amor e o da onda de paixão, sugerido pelo grupo na parte central inferior do quadro: os golfinhos, guiados por Cupido, puxando o carro de Vênus, simbolizando o amor impaciente.
O rosto do jovem deitado entre as rosas é iluminado como se fosse por uma fonte de luz invisível — como um santo perante uma visão celestial. No entanto, não é uma verdade divina que se lhe revela, mas algo muito mais humano: o que ele vislumbra é o paraíso na terra, e as alegrias que promete são de natureza muito mundana.
Inserir o baloiço na natureza garante um ambiente de intimidade, onde o voyeur vê algo que os outros não podem ver. A mulher sabe que está a ser observada, sugerindo o desejo de ser vista. Fragonard, desta forma, expressou no mesmo quadro o desejo de ser vista e o desejo de ver, onde o desvelo calculado do corpo feminino aos olhos do voyeur é o tema central que confirma o carácter sexual do retrato. O sapato a sair do pé demonstra delicadeza e contribui para a acção do quadro e para o erotismo da cena.
Este estilo de pintura "frívola" tornou-se alvo dos filósofos do Iluminismo, que exigia uma arte mais solena que caracterizasse a nobreza do homem. Este retrato pode ser considerado, segundo a autora, uma crítica ou uma ironia sobre o voyeurismo dos olhares masculinos de soslaio.